# Dvärgporina
Dvärgporina (Porina leptalea) är en lavart som först beskrevs av Durieu & Mont., och fick sitt nu gällande namn av A. L. Sm. Dvärgporina ingår i släktet Porina och familjen Porinaceae.  Arten är reproducerande i Sverige. Inga underarter finns listade i Catalogue of Life.